# Vízkő
A vízkő a vízből kivált és lerakódott anyagok, főként sók összessége, amely nagy mennyiségben tönkreteheti a vízzel kapcsolatba kerülő gépeket (mosógép, kávéfőző), és szabad szemmel is látható anyagot képez.
A hazai vezetékes ivóvizek keménysége változó, általánosságban a legtöbbje nem igényel kezelést, beavatkozást.
A szolgáltatott ivóvíz keménységéről a szolgáltató a kötelező ellenőrző vizsgálatok birtokában bármikor tájékoztatást tud nyújtani.

## Kialakulása
A sima csapvíz nem csak vizet tartalmaz, hanem különböző oldott ásványi anyagokat is, leggyakrabban kalcium- és magnézium-karbonátokat.
A vízzel együtt áramló szén-dioxid a vízzel hidrogén-karbonátot alkotva tartja oldott állapotban az ásványi anyagokat.
CaCO3 + H2CO3 ↔ Ca(HCO3)2
MgCO3 + H2CO3 ↔ Mg(HCO3)2
Ám amikor a szén-dioxid elillan, például nyomáscsökkenéskor vagy hőmérséklet-növekedéskor, a hidrogén-karbonáttal oldottan tartott karbonátok kiválnak, és lerakódást hagynak maguk után.

## A vízlágyítás
A vízlágyítás az a folyamat, amikor a kivált és lerakodott ásványi anyagokat valamilyen savval  újra oldatba visszük. Ilyenkor szén-dioxid-felszabadulás közben valamilyen oldható só (pl. a sósav esetén kalcium- vagy magnézium-klorid) keletkezik.
CaCO3 + 2 HCl = CaCl2 + CO2 + H2O
MgCO3 + 2 HCl = MgCl2 + CO2 + H2O
A szénsav gyenge sav, ezért a vízkövet alkotó karbonátok már egészen gyenge szerves savakkal is oldhatók. Például a kávéfőző citromsavval átfőzve is vízkőteleníthető. A mosógép esetében a havonta egyszer elvégzett 90 °C-os ecetes, „üres” mosás és a folyékony mosószer használata kielégítő megoldás általános esetben.

## Egyéb megoldások
A vízlágyításra ezeken felül több módszer is alkalmas:
- A különféle reklámokból ismert kémiai vegyszerek alkalmazása, ezzel csökkentve a víz keménységi szintjét. Fűtőrendszerekben alkalmazott inhibítorok a vízkő és a rozsdásodás ellen is védenek.
- Az ioncserén alapuló vízlágyító készülékek használata, amelyek a kalciumot és a magnéziumot kivonják és nátriummal helyettesítik. Ezáltal csökkentve a víz keménységi szintjét, de közben megbontva a víz eredeti állapotát, ami a hiányzó ásványi anyagok miatt károsan hathat a szervezetre.
- Nagyfrekvenciásjel-kibocsátáson alapuló készülékek használata, amelyek nem csökkentik ugyan a víz keménységi szintjét, de folyamatos impulzusokkal elérik, hogy a sók ne tudjanak letapadni, és így tönkretenni más gépeket.
- Egyre népszerűbb módszer a víz keménységének csökkentésére az elektromágneses technológián alapuló készülékek használata. Úgy működnek, hogy a vezérlő egységből származó elektromos impulzusok speciális, a csövekre tekercselt impulzus szalagokon keresztül jutnak a vízbe, egy összefüggő frekvencia-mezőt létrehozva. Ezen a mezőn áthaladva a víz fizikai tulajdonsága megváltozik, gátolva a vízkőképződést.

### Szűrők
A vízben keringő, vagy a hálózatból érkező részecskék kiszűrésével csökken a lerakódás mértéke, pl. mechanikus szűrők, vagy mágneses szűrők a készülékek előtt, ill. a cirkulációs rendszerben. Fűtőberendezések lerakódásainak, közte a vízkőképződés csökkentésére is használják.

## Külső hivatkozások
- Vízkő és eltávolítása
- Alpokalja Online - A vízkő nyomában